# Dolyna (Polohy)
Der Ort Dolyna (ukrainisch Долина) in der Ukraine geht auf eine Ansiedlung namens Schönau von deutschsprachigen Mennoniten zurück.

## Schönau
Der Ort Schönau wurde 1804 am Ufer des Flusses Molotschna gegründet. Der Name bezieht sich auf ein gleichnamiges Dorf in Ostpreußen. Der Ort wurde von 21 Mennonitenfamilien flämischen Ursprungs besiedelt. Nach Anlegen eines Staudammes 1833 konnten tiefliegende Wiesen gezielt bewässert werden. 1832 wurde am östlichen Dorfrand ein Wald gepflanzt, dessen Aufforstung 1846 abgeschlossen war. Am Ort gab es eine Windmühle, eine Ziegelei, ein Lebensmittelgeschäft und eine Tuchfärberei. Später gab es auch eine Fabrik zur Herstellung von Landmaschinen. Um 1908 lebten hier 419 Deutsche. Um 1930 wurde das Dorf Teil der Kolchose Rosa Luxemburg. 1943 schlossen sich die Bewohner dem Flüchtlingstreck nach Deutschland an. Nur wenige Mennonitenbauten sind erhalten.